# رويال رامبل (2022)
رويال رامبل 2022 (بالإنجليزية: Royal Rumble (2022))‏ هو عرض مصارعة محترفة من فئة الدفع مقابل المشاهدة وهو العرض الخامس والثلاثين من سلسلة عروض الرويال رامبل. سيقام في 30 يناير 2022 وهو العرض الأول من عروض رويال رامبل بعد عودة الجماهير منذ جائحة كوفيد-19.

## وصلات خارجية
- الموقع الرسمي